# Cintajaya (Lakbok)
Cintajaya is een bestuurslaag in het regentschap Ciamis van de provincie West-Java, Indonesië. Cintajaya telt 5061 inwoners (volkstelling 2010).